# (21037) 1990 EB
(21037) 1990 EB là một tiểu hành tinh vành đai chính. Nó được phát hiện bởi Atsushi Sugie ở Dynic Astronomical Observatory Nhật Bản, ngày 4 tháng 3 năm 1990.